# Discographie de Blur

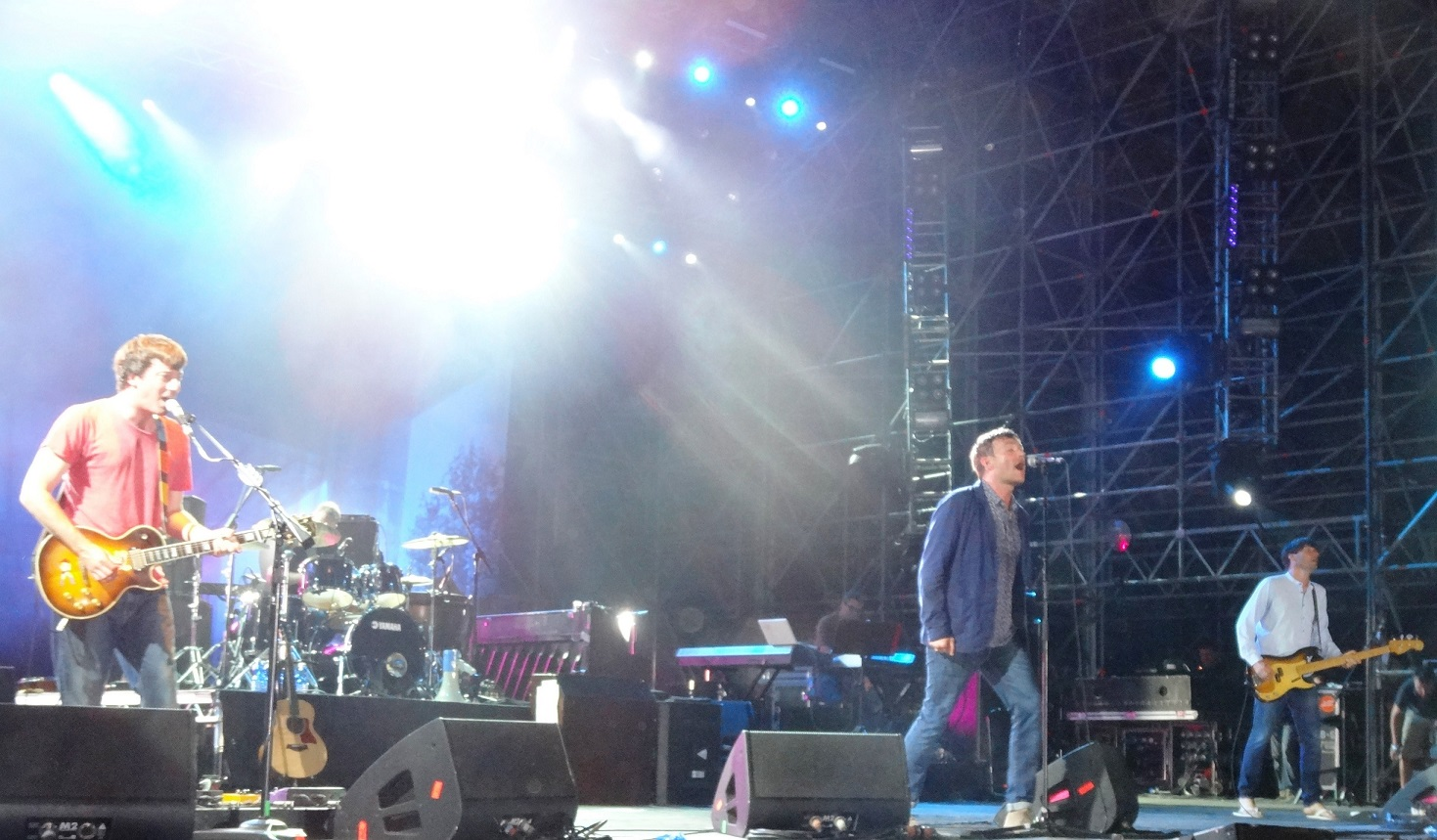
Performance live du groupe de rock Blur le 29 juillet 2013 à Rome.

Voici la discographie du groupe rock britannique Blur.

## Albums studio
| Année | Détails | Charts | Charts | Charts | Charts   | Charts   | Charts | Charts | Charts | Charts | Charts | Charts | Charts | Charts | Charts | Charts | Charts | Charts | Charts | Charts | Charts | Certifications                                                          |
| Année | Détails | UK     | AUS    | AUT    | BEL (NL) | BEL (FR) | CAN    | CHE    | DEN    | FIN    | FRA    | GER    | IRL    | ITA    | JPN    | NLD    | NOR    | NZL    | POR    | SWE    | US     | Certifications                                                          |
| ----- | --- | ------ | ------ | ------ | -------- | -------- | ------ | ------ | ------ | ------ | ------ | ------ | ------ | ------ | ------ | ------ | ------ | ------ | ------ | ------ | ------ | ----------------------------------------------------------------------- |
| 1991  | Leisure - Sortie: 26 août 1991 - Formats: CD, cassette, LP - Label: Food (#6)                                | 7      | —      | —      | —        | —        | —      | —      | —      | —      | —      | —      | —      | —      | —      | —      | —      | —      | —      | —      | —      | - UK: Or                                                                |
| 1993  | Modern Life Is Rubbish - Sortie: 10 mai 1993 - Formats: CD, cassette, LP - Label: Food (#9)                  | 15     | —      | —      | —        | —        | —      | —      | —      | —      | —      | —      | —      | —      | —      | —      | —      | —      | —      | —      | —      | - UK: Or                                                                |
| 1994  | Parklife - Sortie: 25 avril 1994 - Formats: CD, cassette, LP - Label: Food (#10)                             | 1      | 45     | —      | —        | —        | 41     | —      | —      | —      | —      | —      | —      | —      | 36     | —      | 37     | 27     | —      | 8      | 152    | - UK: 4× Platine - CAN: Or - EU: Platine                                |
| 1995  | The Great Escape - Sortie: 11 septembre 1995 - Formats: CD, cassette, LP - Label: Food (#14)                 | 1      | 10     | 21     | 28       | 22       | 24     | 26     | —      | 5      | 14     | 35     | —      | —      | 5      | 28     | 5      | 7      | —      | 2      | 150    | - UK: 3× Platinum - CAN: Or - EU: Platine - FRA: Or - NOR: Or - SWE: Or |
| 1997  | Blur - Sortie: 10 février 1997 - Formats: CD, cassette, LP - Label: Food (#19)                               | 1      | 22     | 21     | 25       | 12       | 26     | 17     | —      | 8      | 12     | 23     | —      | —      | 7      | 49     | 6      | 3      | —      | 4      | 61     | - UK: Platinum - AUS: Or - CAN: Platine - EU: Platine - US: Or          |
| 1999  | 13 - Sortie: 15 mars 1999 - Formats: CD, cassette, double-LP - Label: Food (#29)                             | 1      | 12     | 12     | 22       | 29       | 11     | 12     | —      | 17     | 12     | 6      | —      | —      | 13     | 60     | 1      | 2      | —      | 4      | 80     | - UK: Platine - CAN: Or - NZL: Platine                                  |
| 2003  | Think Tank - Sortie: 5 mai 2003 - Formats: CD, cassette, double-LP, minidisc - Label: Parlophone (#582 9972) | 1      | 30     | 19     | 19       | 9        | —      | 9      | 11     | 15     | 11     | 8      | 3      | 4      | 14     | 52     | 18     | 27     | 28     | 44     | 56     | - UK: Or                                                                |
| 2015  | The Magic Whip - Sortie: 27 avril 2015 - Formats: CD, LP, Téléchargement digital - Label: Parlophone         | 1      | 5      | —      | —        | —        | 15     | —      | —      | —      | 3      | 3      | —      | —      | 5      | —      | 4      | 8      | —      | 30     | 24     | - UK: Or                                                                |
| 2023  | The Ballad of Darren - Sortie: 21 juillet 2023 - Formats: CD, LP, Téléchargement digital - Label: Parlophone |        |        |        |          |          |        |        |        |        |        |        |        |        |        |        |        |        |        |        |        |                                                                         |

## Compilations
| Année | Détails                                                                 | Charts | Charts | Charts | Charts | Charts | Charts | Charts | Charts | Charts | Charts | Charts | Charts | Charts | Charts | Charts | Charts | Charts | Charts | Charts | Charts | Certifications                                           |
| Année | Détails                                                                 | UK     | AUS    | AUT    | BEL    | BEL    | CAN    | CHE    | DEN    | FIN    | FRA    | GER    | IRL    | ITA    | JPN    | NLD    | NOR    | NZL    | POR    | SWE    | US     | Certifications                                           |
| ----- | ----------------------------------------------------------------------- | ------ | ------ | ------ | ------ | ------ | ------ | ------ | ------ | ------ | ------ | ------ | ------ | ------ | ------ | ------ | ------ | ------ | ------ | ------ | ------ | -------------------------------------------------------- |
| 1994  | The Special Collectors Edition - Sortie: 26 octobre 1994 - Label: Food  | —      | —      | —      | —      | —      | —      | —      | —      | —      | —      | —      | —      | —      | —      | —      | —      | —      | —      | —      | —      |                                                          |
| 1998  | Bustin' + Dronin' - Sortie: 25 février 1998 - Label: Food/EMI           | —      | —      | —      | —      | —      | —      | —      | —      | —      | —      | —      | —      | —      | —      | —      | —      | —      | —      | —      | —      |                                                          |
| 2000  | Blur: The Best of - Sortie: 30 octobre 2000 - Label: Food/EMI           | 3      | 23     | 25     | 29     | —      | 14     | 31     | 29     | —      | —      | 35     | 3      | 15     | —      | —      | 13     | 6      | —      | 22     | 186    | - UK: 2× Platinum - AUS: Gold - EU: Platinum - NZL: Gold |
| 2009  | Midlife: A Beginner's Guide to Blur - Sortie: 15 juin 2009 - Label: EMI | 20     | —      | —      | —      | —      | —      | —      | —      | —      | —      | —      | 34     | —      | —      | —      | —      | —      | —      | —      | —      |                                                          |

### Box sets
- 1994 : The Brit Pop Blur Box
- 1999 : The 10 Year Limited Edition Anniversary Box Set
- 2012 : Blur 21

## Albums live
- Live At The Budokan (1996)
- All The People, Hyde Park 02/07/2009 & All The People, Hyde Park 03/07/2009 (2009)
- Live at Wembley Stadium (2024)

## Singles
| Année | Titre                            | Charts | Charts | Charts | Charts | Charts | Charts | Charts | Charts | Charts | Charts | Charts | Charts | Charts | Charts | Certifications     | Album                            |
| Année | Titre                            | UK     | AUS    | CAN    | CHE    | FIN    | FRA    | GER    | IRL    | NLD    | NOR    | NZL    | SWE    | US     | US Alt | Certifications     | Album                            |
| ----- | -------------------------------- | ------ | ------ | ------ | ------ | ------ | ------ | ------ | ------ | ------ | ------ | ------ | ------ | ------ | ------ | ------------------ | -------------------------------- |
| 1990  | She's So High                    | 48     | —      | —      | —      | —      | —      | —      | —      | —      | —      | —      | —      | —      | —      |                    | Leisure                          |
| 1991  | There's No Other Way             | 8      | —      | 1      | —      | —      | —      | —      | 19     | —      | —      | —      | —      | 82     | 5      |                    | Leisure                          |
| 1991  | Bang                             | 24     | —      | —      | —      | —      | —      | —      | 21     | —      | —      | —      | —      | —      | —      |                    | Leisure                          |
| 1992  | Popscene                         | 32     | —      | —      | —      | —      | —      | —      | —      | —      | —      | —      | —      | —      | —      |                    | Single Hors-album                |
| 1993  | For Tomorrow                     | 28     | —      | —      | —      | —      | —      | —      | —      | —      | —      | —      | —      | —      | —      |                    | Modern Life Is Rubbish           |
| 1993  | Chemical World                   | 28     | —      | —      | —      | —      | —      | —      | —      | —      | —      | —      | —      | —      | 27     |                    | Modern Life Is Rubbish           |
| 1993  | Sunday Sunday                    | 26     | —      | —      | —      | —      | —      | —      | —      | —      | —      | —      | —      | —      | —      |                    | Modern Life Is Rubbish           |
| 1994  | Girls & Boys                     | 5      | 19     | 27     | —      | —      | 11     | —      | 23     | 24     | —      | 16     | 30     | 59     | 4      |                    | Parklife                         |
| 1994  | To the End                       | 16     | —      | —      | —      | —      | —      | —      | —      | —      | —      | —      | —      | —      | —      |                    | Parklife                         |
| 1994  | Parklife                         | 10     | —      | —      | —      | —      | —      | —      | 30     | —      | —      | —      | —      | —      | —      |                    | Parklife                         |
| 1994  | End of a Century                 | 19     | —      | —      | —      | —      | —      | —      | —      | —      | —      | —      | —      | —      | —      |                    | Parklife                         |
| 1995  | Country House                    | 1      | 28     | —      | 26     | 4      | —      | —      | 1      | —      | 6      | 30     | 10     | —      | —      | UK: Gold NOR: Gold | The Great Escape                 |
| 1995  | The Universal                    | 5      | —      | —      | —      | —      | —      | —      | 12     | —      | —      | —      | 55     | —      | —      | UK: Silver         | The Great Escape                 |
| 1996  | Stereotypes                      | 7      | —      | —      | —      | —      | —      | —      | 13     | —      | —      | —      | —      | —      | —      |                    | The Great Escape                 |
| 1996  | Charmless Man                    | 5      | 35     | —      | —      | —      | 33     | —      | 25     | —      | —      | —      | —      | —      | —      |                    | The Great Escape                 |
| 1997  | Beetlebum                        | 1      | 35     | —      | —      | 3      | —      | 85     | 8      | 87     | —      | 34     | 39     | —      | —      |                    | Blur                             |
| 1997  | Song 2                           | 2      | 4      | —      | —      | —      | —      | —      | 10     | 73     | —      | —      | 28     | —      | 6      |                    | Blur                             |
| 1997  | On Your Own                      | 5      | —      | —      | —      | —      | —      | —      | 27     | —      | —      | —      | —      | —      | —      |                    | Blur                             |
| 1997  | M.O.R.                           | 15     | —      | —      | —      | —      | —      | —      | —      | —      | —      | 45     | —      | 114    | —      |                    | Blur                             |
| 1999  | Tender                           | 2      | 32     | —      | 45     | —      | —      | 94     | 6      | 90     | 15     | 12     | 29     | —      | —      | UK: Silver         | 13                               |
| 1999  | Coffee & TV                      | 11     | —      | —      | —      | —      | —      | —      | 26     | —      | —      | —      | —      | —      | —      |                    | 13                               |
| 1999  | No Distance Left to Run          | 14     | —      | —      | —      | —      | —      | —      | —      | —      | —      | —      | —      | —      | —      |                    | 13                               |
| 2000  | Music Is My Radar                | 10     | —      | —      | —      | —      | —      | —      | 35     | —      | —      | —      | —      | —      | —      |                    | The Best of Blur                 |
| 2002  | Don't Bomb When You Are the Bomb | —      | —      | —      | —      | —      | —      | —      | —      | —      | —      | —      | —      | —      | —      |                    | Edition Limité/Single Hors-album |
| 2003  | Out of Time                      | 5      | —      | —      | 97     | —      | —      | 75     | 17     | —      | —      | —      | 19     | —      | —      |                    | Think Tank                       |
| 2003  | Crazy Beat                       | 18     | —      | 30     | —      | —      | —      | 98     | 41     | —      | —      | —      | 20     | —      | 22     |                    | Think Tank                       |
| 2003  | Good Song                        | 22     | —      | —      | —      | —      | —      | —      | —      | —      | —      | —      | —      | —      | —      |                    | Think Tank                       |
| 2010  | Fool's Day                       | —      | —      | —      | —      | —      | —      | —      | —      | —      | —      | —      | —      | —      | —      |                    | Edition Limité/Single Hors-album |

## Clips vidéo
| Année | Titre                              | Réalisateur              | Album                                       | Vidéo                                       |
| ----- | ---------------------------------- | ------------------------ | ------------------------------------------- | ------------------------------------------- |
| 1990  | She's So High                      | David Balfe              | Leisure                                     | [vidéo] « Visionner la vidéo », sur YouTube |
| 1991  | There's No Other Way (version UK)  | David Balfe              | Leisure                                     | [vidéo] « Visionner la vidéo », sur YouTube |
| 1991  | Bang                               | Willy Smax               | Leisure                                     | [vidéo] « Visionner la vidéo », sur YouTube |
| 1991  | There's No Other Way (version USA) | Matthew Amos             | Leisure                                     | [vidéo] « Visionner la vidéo », sur YouTube |
| 1992  | Popscene                           | David Mould              |                                             | [vidéo] « Visionner la vidéo », sur YouTube |
| 1993  | For Tomorrow                       | Julien Temple            | Modern Life is Rubbish                      | [vidéo] « Visionner la vidéo », sur YouTube |
| 1993  | Chemical World                     | Dwight Clarke            | Modern Life is Rubbish                      | [vidéo] « Visionner la vidéo », sur YouTube |
| 1993  | Sunday Sunday                      | Dwight Clarke            | Modern Life is Rubbish                      | [vidéo] « Visionner la vidéo », sur YouTube |
| 1994  | Girls & Boys                       | Kevin Godley             | Parklife                                    | [vidéo] « Visionner la vidéo », sur YouTube |
| 1994  | To the End                         | David Mould              | Parklife                                    | [vidéo] « Visionner la vidéo », sur YouTube |
| 1994  | Parklife                           | Pedro Romhanyi           | Parklife                                    | [vidéo] « Visionner la vidéo », sur YouTube |
| 1994  | End of a Century                   | Matthew Longfellow       | Parklife                                    | [vidéo] « Visionner la vidéo », sur YouTube |
| 1995  | Country House                      | Damien Hirst             | The Great Escape                            | [vidéo] « Visionner la vidéo », sur YouTube |
| 1995  | The Universal                      | Jonathan Glazer          | The Great Escape                            | [vidéo] « Visionner la vidéo », sur YouTube |
| 1996  | Stereotypes                        | Matthew Longfellow       | The Great Escape                            | [vidéo] « Visionner la vidéo », sur YouTube |
| 1996  | Charmless Man                      | Jamie Thraves            | The Great Escape                            | [vidéo] « Visionner la vidéo », sur YouTube |
| 1997  | Beetlebum                          | Sophie Muller            | Blur                                        | [vidéo] « Visionner la vidéo », sur YouTube |
| 1997  | Song 2                             | Sophie Muller            | Blur                                        | [vidéo] « Visionner la vidéo », sur YouTube |
| 1997  | On Your Own                        | Sophie Muller            | Blur                                        | [vidéo] « Visionner la vidéo », sur YouTube |
| 1997  | M.O.R.                             | John Hardwick            | Blur                                        | [vidéo] « Visionner la vidéo », sur YouTube |
| 1999  | Tender                             | Grant Gee                | 13                                          | [vidéo] « Visionner la vidéo », sur YouTube |
| 1999  | Coffee & TV                        | Hammer & Tongs           | 13                                          | [vidéo] « Visionner la vidéo », sur YouTube |
| 1999  | No Distance Left to Run            | Thomas Vinterberg        | 13                                          | [vidéo] « Visionner la vidéo », sur YouTube |
| 2000  | Music is My Radar                  | Don Cameron              | Blur: The Best of                           | [vidéo] « Visionner la vidéo », sur YouTube |
| 2002  | Don't Bomb When You're the Bomb    | Thomas Vinterberg        |                                             |                                             |
| 2003  | Out of Time                        | John Hardwick            | Think Tank                                  | [vidéo] « Visionner la vidéo », sur YouTube |
| 2003  | Crazy Beat                         | Shynola                  | Think Tank                                  | [vidéo] « Visionner la vidéo », sur YouTube |
| 2003  | Crazy Beat (version alternative)   | John Hardwick            | Think Tank                                  | [vidéo] « Visionner la vidéo », sur YouTube |
| 2003  | Good Song                          | Shynola & David Shrigley | Think Tank                                  | [vidéo] « Visionner la vidéo », sur YouTube |
| 2010  | Fool's Day                         | Pulse Films              |                                             | [vidéo] « Visionner la vidéo », sur YouTube |
| 2012  | Under the Westway                  | Pulse Films              | [vidéo] « Visionner la vidéo », sur YouTube |                                             |
| 2012  | The Puritan                        | Pulse Films              | [vidéo] « Visionner la vidéo », sur YouTube |                                             |
| 2015  | Go Out                             | Tony Hung                | The Magic Whip                              | [vidéo] « Visionner la vidéo », sur YouTube |
| 2015  | There Are Too Many of Us           | Blur                     | The Magic Whip                              | [vidéo] « Visionner la vidéo », sur YouTube |
| 2015  | Lonesome Street                    | Ben Reed                 | The Magic Whip                              | [vidéo] « Visionner la vidéo », sur YouTube |
| 2015  | Ong Ong                            | Tony Hung                | The Magic Whip                              | [vidéo] « Visionner la vidéo », sur YouTube |

Notes :
- La version américaine de There's No Other Way a été spécialement créée pour la diffusion outre-Atlantique, les américains trouvant la version originale trop « british ».
- Les images de End of a Century ont été tournées en concert à l'Alexandra Palace, Londres.
- Les images de Stereotypes ont été tournées en concert à G-Mex Arena, Manchester.

## Vidéos
- Starshaped (VHS:1993, DVD:2004)
- Showtime (VHS:1995)
- No Distance Left To Run (1999)
- Blur: The Best of (DVD & VHS:2000) (Clips du Best Of)
- No Distance Left To Run + Blur Live in Hyde Park 2009 (2010 - 2 DVD Set)

## Reprises

### De Blur par d'autres artistes
- There's No Other Way - Bratmobile
- Girls & Boys - Pet Shop Boys, Blaqk Audio, Beatmasters, Mélanie Pain
- End of a Century - Ben Gibbard et Colin Meloy
- Tracy Jacks - The Rentals
- Beetlebum - Moby
- On Your Own - Pafnouties
- Song 2 - Louise Attaque et Dionysos, Sum 41, AFI, Earl Okin (en), My Chemical Romance, Plain White T's, Avril Lavigne, The Wallflowers, Weezer, Die Toten Hosen, Plan B, Robbie Williams, Simple Plan, The Rain (premier nom de Oasis), Skip the Use et Shaka Ponk
- You're So Great - Pete Doherty
- Tender - Cornelius
- Sweet Song - Skyscraper
- Battle - UNKLE
- Trimm Trabb - Pafnouties
- Out of Time - James Morrison, Natalie Imbruglia

### D'autres artistes par Blur
- Oliver's Army - Elvis Costello
- Video Killed the Radio Star - The Buggles
- Substitute - The Who
- Maggie May - Rod Stewart
- Waterloo Sunset - The Kinks (reprise avec Ray Davies)
- Friends of P. - The Rentals
- My Sharona - The Knack
- Nite Klub - The Specials (reprise avec Terry Hall)
- A Message to You, Rudy - Dandy Livingstone et The Specials (reprise avec Terry Hall, Lynval Golding et Shlomo)